# Turmhügel Poxau
Der Turmhügel Poxau liegt in Poxau, einem Ortsteil der niederbayerischen Gemeinde Marklkofen im Landkreis Dingolfing-Landau. Der Turmhügel ist als Bodendenkmal mit der Aktennummer D-2-7441-0023 und der Beschreibung „Turmhügel des Mittelalters. Erdstall mittelalterlich-frühneuzeitlicher Zeitstellung. Untertägige Befunde der frühen Neuzeit im Bereich der Kalvarienbergkapelle Schmerzhafte Mutter Gottes in Poxau, darunter die Spuren von Vorgängerbauten bzw. älteren Bauphasen“ verzeichnet.

## Beschreibung
Der Turmhügel liegt 90 m westlich von der Ortskirche St. Georg und Martin. Auf dem nach Norden und Nordwesten ansteigenden Gelände ist auf dem Höhenrand durch einen nach Süden geöffneten halbkreisförmigen Abschnittsgraben ein steil geböschter Kegel herausgetrennt. Diese Plattform hat ein Ausmaß von 15 × 17 m. Der ganze Burgkegel ist heute als Kreuzweg mit Umgängen und Treppen umgestaltet. Dies muss vor 1726 gewesen sein, denn auf dem Stich von Michael Wening ist die Kreuzigungsgruppe mitsamt Treppe bereits dargestellt.